# Morti nel 68
| Questa pagina contiene informazioni ricavate automaticamente dalle voci biografiche con l'ausilio del template Bio e di un bot. L'aggiornamento è periodico e automatico e ricostruisce completamente la pagina. Se manca una persona in questa lista, sei pregato di non aggiungerla, ma accertati piuttosto che la sua voce biografica contenga il template Bio e che i dati anagrafici siano correttamente compilati. Se il template Bio manca, inseriscilo tu stesso o, in alternativa, metti l'avviso {{tmp\|Bio}} che ne segnala la mancanza. Se i dati riportati sono sbagliati, correggi direttamente la voce biografica; le modifiche saranno visibili in questa lista entro pochi giorni. Per chiarimenti vedi il progetto biografie. La lista contiene solo le 11 persone che sono citate nell'enciclopedia e per le quali è stato implementato correttamente il template Bio. Pagina aggiornata al 10 feb 2025. |

- 29 aprile - Torpete, santo romano
- 9 giugno - Nerone, imperatore romano (n. 37)
- 26 agosto - Giusto di Corinto, santo greco
- 26 agosto - Oronzo di Lecce, vescovo romano (n. 22)
- 16 settembre - Prisco, santo romano
- 12 ottobre - Felice e Costanza, romana
- Gaio Giulio Vindice, militare e politico romano (n. 25)
- Lucio Clodio Macro, politico e militare romano
- Patrobio, romano
- Ninfidio Sabino, militare romano (n. 35)
- Publio Petronio Turpiliano, politico romano